# Leonhard Hell
Leonhard Hell (* 17. Juli 1958 in Hilpoltstein) ist ein deutscher römisch-katholischer Theologe. Er war Professor für Dogmatik und Ökumenische Theologie in Mainz.

## Leben
Von 1964 bis 1977 besuchte er die Volksschule und das Gymnasium in seiner Heimatstadt. Von 1977 bis 1983 studierte er katholische Theologie und Germanistik an den Universitäten Tübingen und München. 1982/1983 legte er das Diplom und das erste Staatsexamen an der Universität Tübingen ab. Nach der Promotion 1992 zum Dr. theol. an der Universität Tübingen bei Walter Kasper und der Habilitation 1997 für die Fächer Dogmatik und Dogmengeschichte an der Theologischen Fakultät der Albert-Ludwigs-Universität Freiburg war er von 1997 bis 2001 Fachberater für Theologiegeschichte für die dritte Auflage des Lexikons für Theologie und Kirche. Von 1990 bis 1997 war er wissenschaftlicher Assistent an der Theologischen Fakultät in Freiburg im Breisgau bei Peter Walter. Von 2001 bis 2024 lehrte er als Universitätsprofessor für Dogmatik und Ökumenische Theologie an der Katholisch-Theologischen Fakultät der Johannes Gutenberg-Universität in Mainz, wo er von 2004 bis 2006 Dekan der Fakultät und Senatsmitglied war.
Seit 1997 ist er Mitglied der Arbeitsgemeinschaft der deutschsprachigen Dogmatiker und Fundamentaltheologen. Im Katholisch-Theologischen Fakultätentag war er von 2003 bis 2009 (Beiratsmitglied 2006–2009) tätig. Im Johann-Adam-Möhler-Institut für Ökumenik sitzt er seit 2008 im wissenschaftlichen Beirat. Im Cardinal Willebrands Research Centre ist er seit 2011 Mitglied im Advisory Board und seit 2016 im Executive Committee.
Zusammen mit dem mittlerweile verstorbenen Peter Walter verfolgte Hell das Projekt einer Edition des Konzilstagebuches von Hermann Volk.

## Werke (Auswahl)
- Reich Gottes als Systemidee der Theologie. Historisch-systematische Untersuchungen zum theologischen Werk B. Galuras und F. Brenners (= Tübinger Studien zur Theologie und Philosophie. Band 6). Matthias-Grünewald-Verlag, Mainz 1993, ISBN 3-7867-1690-0 (zugleich Dissertation, Tübingen 1991).
- Entstehung und Entfaltung der theologischen Enzyklopädie (= Veröffentlichungen des Instituts für Europäische Geschichte Mainz. Band 176). von Zabern, Mainz 1999, ISBN 3-8053-2532-0 (zugleich Habilitationsschrift, Freiburg im Breisgau 1996/1997).
- als Herausgeber mit Jörg Ernesti und Günter Kruck: Selbstbesinnung und Öffnung für die Moderne. 50 Jahre Zweites Vatikanisches Konzil. Schöningh, Paderborn 2013, ISBN 3-506-77664-9.